# Club Baloncesto Caja Bilbao
Il Club Baloncesto Caja Bilbao fu una società cestistica avente sede a Bilbao, in Spagna. Fondata nel 1983, ha giocato per quattro anni nel massimo campionato spagnolo, la Liga ACB. Si scolse nel 1994.